# Alain Moineau
Alain Moineau (n. 15 mai 1928, Clichy, Seine, Franța – d. 20 octombrie 1986, Marsilia, Franța) a fost un ciclist de performanță ce a reprezentat Franța, medaliat olimpic. A participat la o ediție a Jocurilor Olimpice (1948) în care a câștigat o medalie de bronz.

## Participări
Lista de mai jos prezintă principalele competiții la care a participat Alain Moineau de-a lungul carierei.
- cycling at the 1948 Summer Olympics – men's team road race[*]